# Pitou (Changhua)
Pitou (chinesisch 埤頭鄉, Pinyin Pítóu xiāng, taiwanisch: Pi-thâu-hiong) ist eine Landgemeinde des Landkreises Changhua in der Republik China (Taiwan).

## Lage und Beschreibung

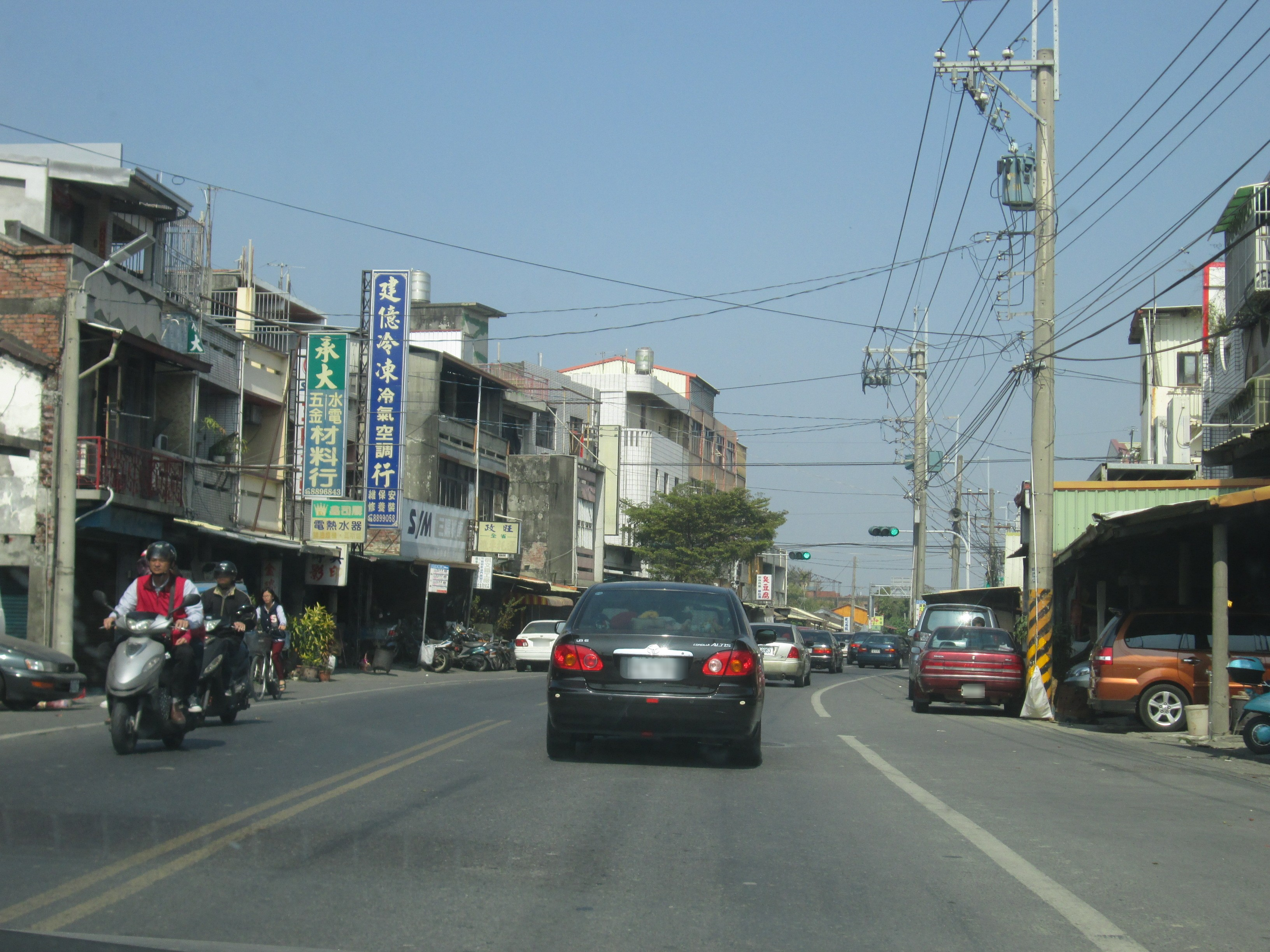
Straße in Pitou

Pitou liegt im Süden des Landkreises Changhua. Seine Nachbargemeinden sind Erlin im Westen, Xihu im Norden, Tianwei und Beidou im Osten, Xizhou im Südosten und Zhutang im Südwesten.
Die Gemeinde ist in 17 Dörfer (村 cūn) unterteilt. Mit 28.579 Einwohnern lag Pitou im September 2024 im mittleren Bereich der Landgemeinden Changhuas. In den Jahren zuvor war die Bevölkerung leicht zurückgegangen.
Geologisch liegt Pitou auf der Schwemmebene der Flüsse Zhuoshui (濁水溪) und Jiuzhuoshui (舊濁水溪). Letzterer bildet die nordöstliche Grenze der Gemeinde.

## Geschichte
Das Gebiet des heutigen Pitou war ursprünglich von taiwanischen Ureinwohnern vom Volk der Babuza besiedelt. Diese wurden von den seit Anfang des 18. Jahrhunderts einwandernden chinesischen Siedlern verdrängt oder assimiliert. Die Siedler machten das Land urbar und legten zu diesem Zweck Bewässerungskanäle an. Der Name der Gemeinde rührt von einem zur Bewässerung angelegten Staubecken (chinesisch: 埤 pi) her.
Die bedeutendste Siedlung der Region war lange Zeit Xiaopuxin (小埔心, das heutige Dorf Hexing). Während des Dai-Chaochun-Aufstandes (戴潮春事件) war der Ort im Jahr 1864 Schauplatz einer Schlacht zwischen Rebellen unter Chen Nong (陳弄) und Regierungstruppen der Qing-Dynastie, die mit einer vernichtenden Niederlage der Aufständischen endete.
Zur Zeit der japanischen Herrschaft über Taiwan wurde die Region 1920 erstmals zur Gemeinde Pitou zusammengefasst und im Jahr 1950 in den neuen Landkreis Changhua eingegliedert.

## Verkehr und Wirtschaft

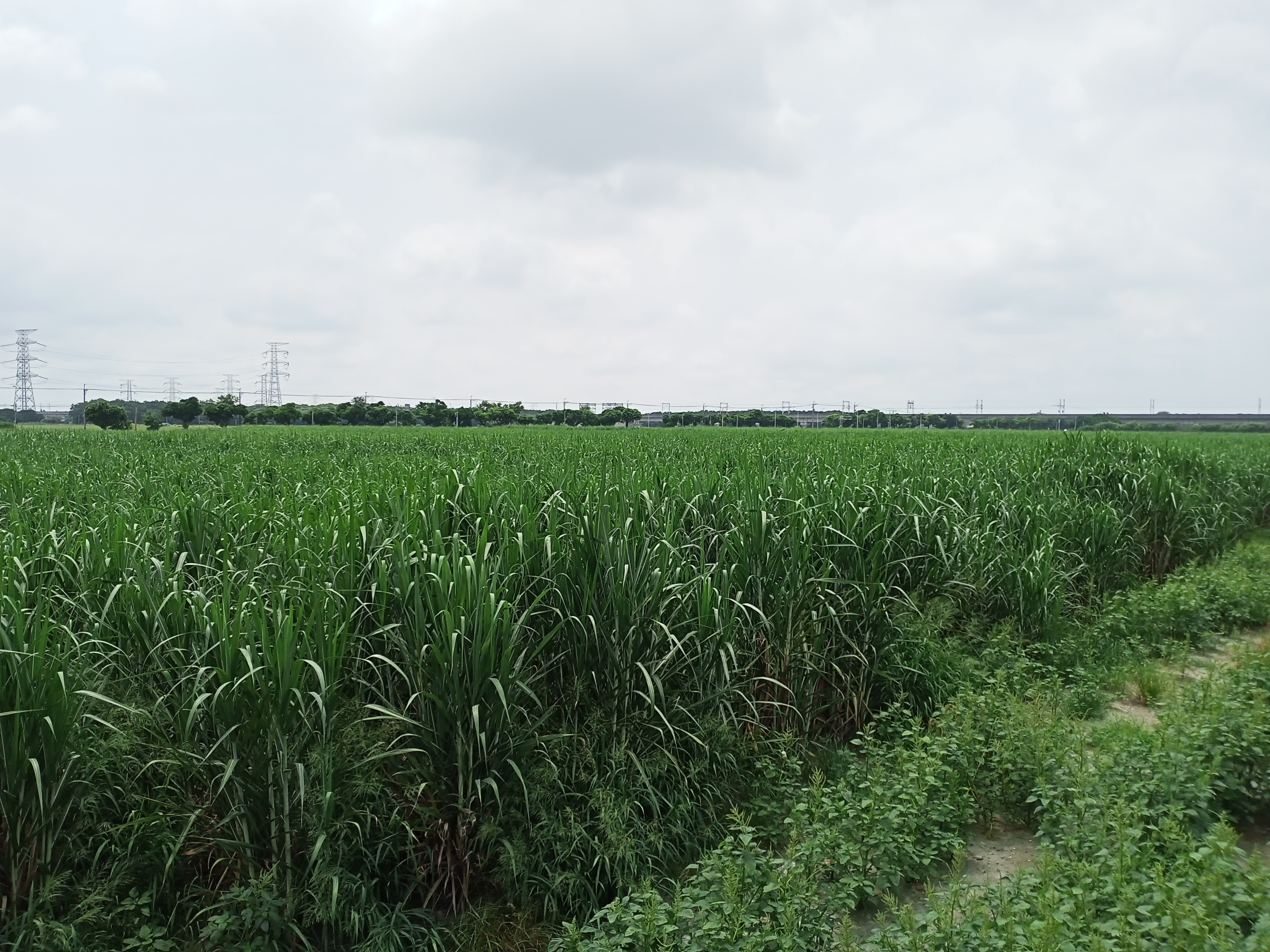
Blick auf ein Zuckerrohrfeld in Pitou

Pitou wird im Osten von der Autobahn Nationalstraße (國道) 1, Taiwans bedeutendster Nord-Süd-Verbindung, durchquert. Weiterhin verlaufen hier die Provinzstraße (省道) 19 von Nordost nach Südwest und die Kreisstraßen (縣道) 150 und 152, jeweils von West nach Ost. Der Öffentliche Nahverkehr besteht aus Buslinien.
Pitou ist landwirtschaftlich geprägt. Vorherrschend sind Reisanbau (u. a. Koshihikari), Zuckerrohranbau, Geflügelzucht und Zierpflanzenbau. Die lokale Industrie umfasst Lebensmittelverarbeitung, Kunststoffverarbeitung, Metallverarbeitung und eine Textilfabrik.

## Mingdao-Universität
Pitou war von 2001 bis 2024 Heimat der privaten Mingdao-Universität, an der man u. a. Agrarwissenschaften, Betriebswirtschaftslehre, Gartenbau oder Gastronomie- und Tourismusmanagement studieren konnte. Aufgrund zu niedriger Einschreibungszahlen musste die Hochschule ihren Betrieb am 31. Juli 2024 einstellen.

## Der Hexing-Tempel

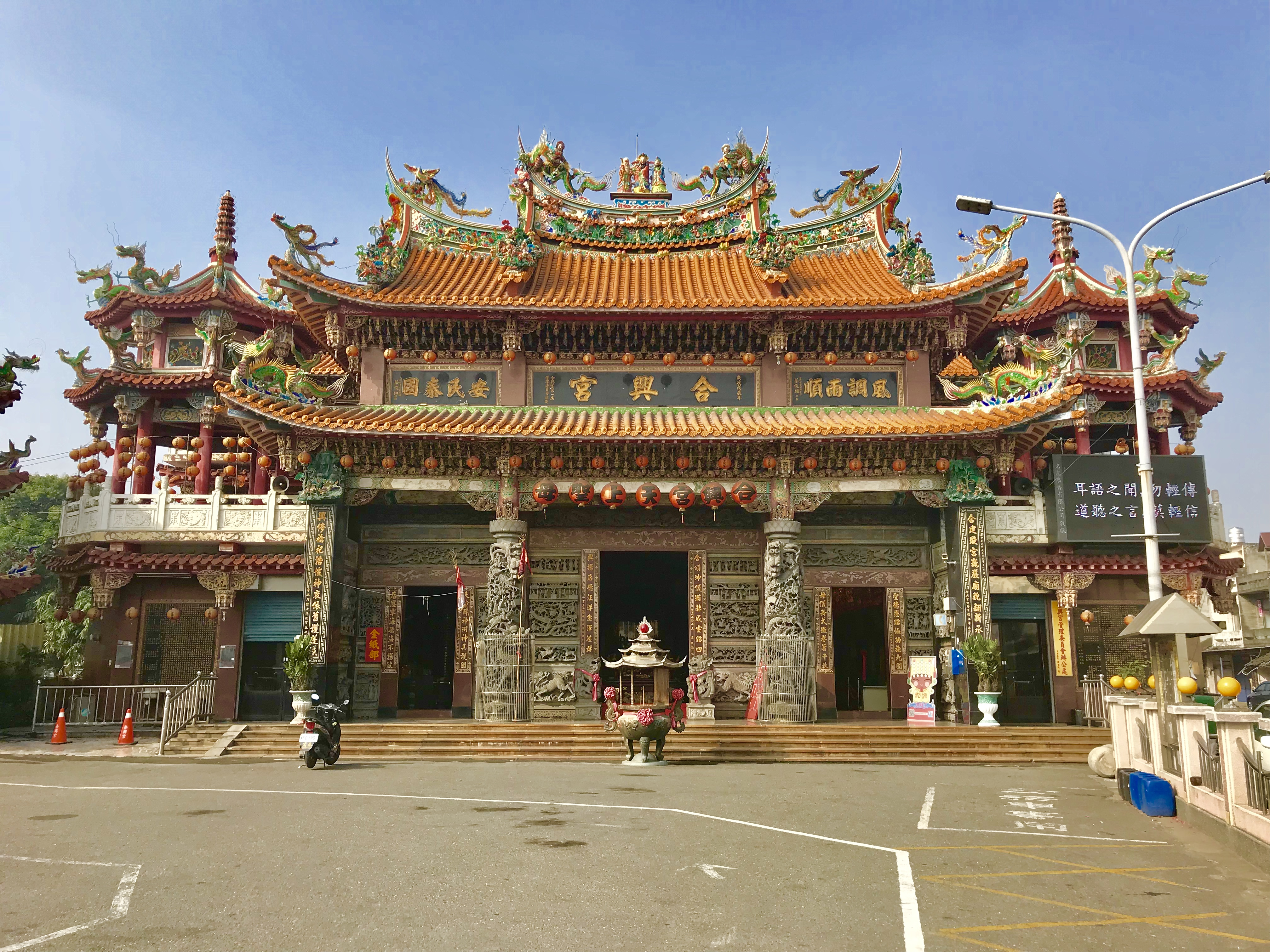
Der Hexing Gong

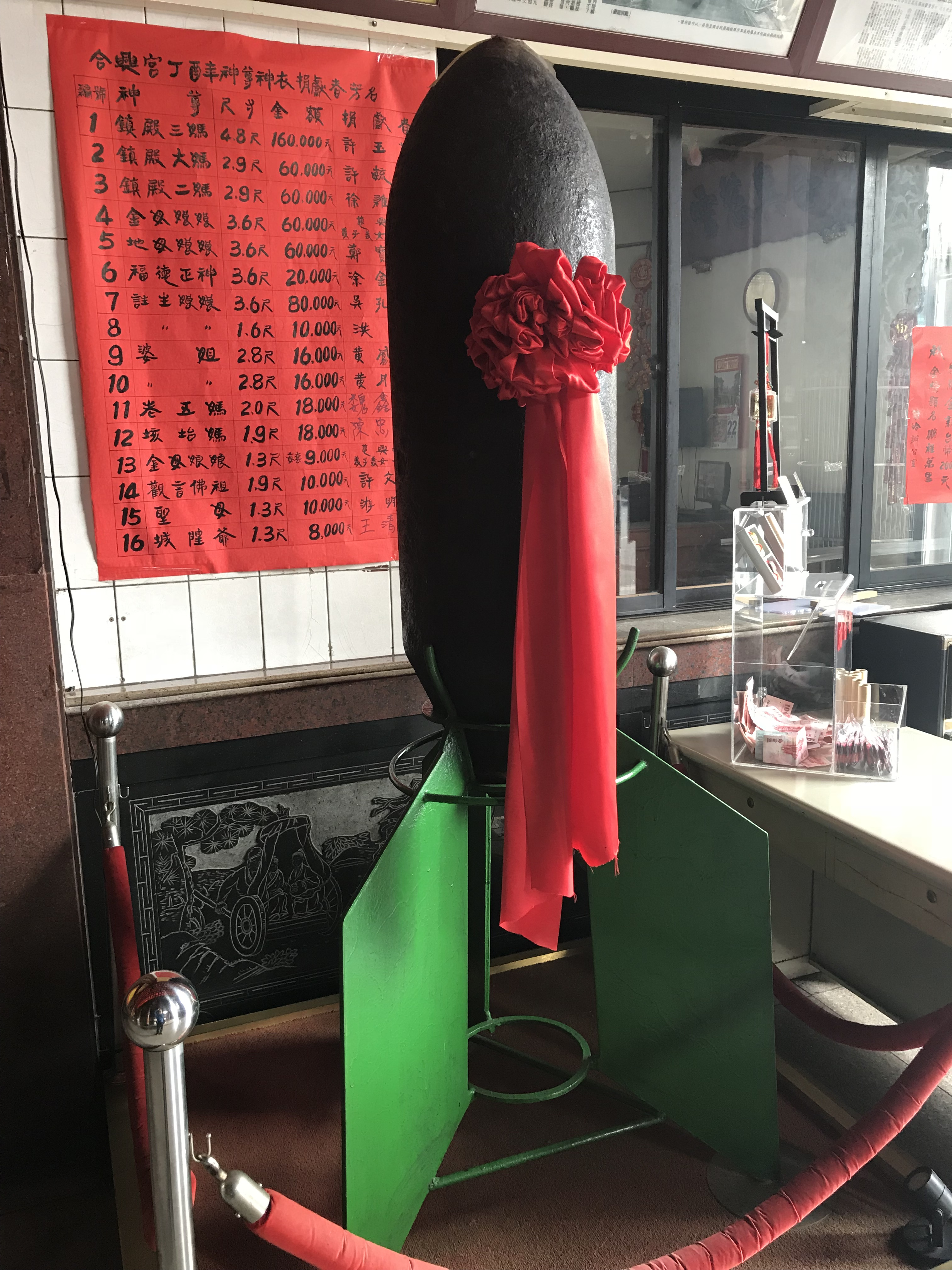
Die Bombe im Hexing Gong

Das religiöse und gesellschaftliche Zentrum Pitous ist der Tempel Hexing Gong (合興宮), der 1779 errichtet wurde und der Göttin Mazu gewidmet ist. Im Jahr 1944 soll die Göttin eine Gruppe von Dorfmädchen vor einer amerikanischen Fliegerbombe beschützt haben. Die entschärfte Bombe ist heute im Tempel ausgestellt, weshalb die hiesige Göttin auch als Bomben-Mazu (炸彈媽祖 Zhadan Mazu) bekannt ist. Ein Höhepunkt im Tempelleben ist der alljährliche Besuch der Mazu von Dajia, die auf ihrem Umzug durch Mitteltaiwan auch in Pitou Station macht.